# Arkadiusz Klimek (rysownik)
Arkadiusz Klimek, ps. Kirkor (ur. 1976 na Śląsku) – polski rysownik, ilustrator oraz autor komiksów.

## Życiorys
Po maturze studiował w Państwowej Wyższej Szkole Pedagogicznej. Od wielu lat jest jednym z członków grupy pART Studio w Krakowie. Opracował ilustracje dla miesięcznika Nowa Fantastyka, tygodnika Auto Świat oraz polskojęzycznych edycji czasopism Forbes, Newsweek Polska oraz Playboy.
W wydanych komiksach przedstawił rotmistrza Witolda Pileckiego oraz polskich olimpijczyków takich jak: Waldemar Baszanowski, Jerzy Pawłowski, Adam Królikiewicz i Hubert Wagner. Jego scenorysy pojawiły się również w antologiach takich jak Likwidator-Alternative, Copyright oraz 11/11 = Niepodległość. Opracował również grafiki reklamowe dla Egmont Polska, serię ilustracji Basia i Romek dla spółki Unimil oraz serię ilustracji satyrycznych dla radia RMF FM w Krakowie.

## Wybór komiksów
- 2005: Likwidator Alternative – Antologia 1
- 2005: Strażnicy Orlego Pióra. Wydanie kolekcjonerskie 1
- 2006: Strażnicy Orlego Pióra. Wydanie kolekcjonerskie 2
- 2006: Strażnicy Orlego Pióra 2. Skarb Walezjusza
- 2006: Strażnicy Orlego Pióra 4. Wielkie Łuki
- 2006: Essential – 3- Conan, cz. 1
- 2007: Likwidator Alternative – Antologia 2
- 2007: 11/11 = Niepodległość
- 2007: Copyright. Antologia komiksu
- 2008: Słynni polscy olimpijczycy 01. Hubert Wagner
- 2008: Słynni polscy olimpijczycy 16. Waldemar Baszanowski
- 2009: Słynni polscy olimpijczycy 05. Jerzy Pawłowski
- 2009: z Michałem Gałkiem: Epizody z Auschwitz 2. Raport Witolda
- 2009: Strefa Komiksu 11. Apokalipsa, cz. 2
- 2011: Komiksowe hity 04. Wiedźmin 01
- 2011: Komiksowe hity 05. Wiedźmin 02
- 2013: Awantura 2.0
- 2013: Biceps 06
- 2013: Kapitan Mineta. 10th Anniversary Edition
- 2019: Wydział VII 03. Żywa woda